# Rendimento termico
Il rendimento termico è l'espressione dell'estrazione di calore rispetto a quella potenzialmente disponibile e il suo valore non può essere superiore a 1, ma al massimo pari ad 1 o più generalmente inferiore a esso.

## Uso e accorgimenti
Questo termine viene usato per definire il maggiore sfruttamento delle potenzialità del combustibile utilizzato ed è influenzato da diversi fattori che influiscono con la combustione.
I fattori che pesano sul rendimento termico sono:
- Camera di combustione elemento che influenza notevolmente tale rendimento, dato che influisce in modo particolare con la sua forma
  - Rapporto di compressione maggiore sarà il suo valore e maggiore sarà il rendimento (l'incremento del rendimento ha un andamento simil-logaritmico al crescere del rapporto di compressione)
  - Cilindro, Testata e Pistone sono gli elementi (non sono sempre presenti tutti e tre come nel caso del motore boxer a cilindri contrapposti) che determinano la camera di combustione e che possono essere muniti di diversi accorgimenti
- Carburazione/Stechiometria più la miscela aria combustibile sarà ricca d'aria e maggiore sarà il rendimento termico
- Carico/Acceleratore, maggiore sarà la quantità di carico e maggiore sarà il rendimento termico (l'incremento del rendimento ha un andamento simil-logaritmico al crescere del carico)[1]

Questi fattori oltre a modificare la quantità del calore sviluppato, migliorano anche la velocità con la quale viene generato, fattore importante per poter sfruttare l'energia termica disponibile, dato che a seconda del tempo impiegato per avere quanto più calore estratto dal combustibile, si ha uno sfruttamento dinamico differente, infatti impiegando la metà del tempo riuscendo a generare la stessa quantità di calore dalla stessa quantità di carburante, permette d'avere un rendimento termodinamico più elevato, migliorandone quindi il valore globale.